# Polykarp II.
Polykarp II. (griechisch Πολύκαρπος Β΄; † um 144) war Bischof von Byzantion. Einigen Quellen zufolge soll er 17 Jahre amtiert haben, nach Nikephoros Kallistos, einem glaubwürdigen Chronisten, betrug seine Amtszeit jedoch nur drei Jahre; sie wird gewöhnlich auf die Jahre 141–144 datiert. Polykarp wurde, wie seine Vorgänger, in einem Marmorsarg beigesetzt. Sein Nachfolger wurde Athenodorus.